# Baniana culminifera
Baniana culminifera là một loài bướm đêm trong họ Erebidae.